# Аймен Абденнур
Аймен Абденнур (араб. أيمن عبد النور, нар. 6 серпня 1989, Сус) — туніський футболіст, захисник турецького «Кайсеріспора» та національної збірної Тунісу.

## Клубна кар'єра
Народився 6 серпня 1989 року в місті Сус. Вихованець юнацьких команд футбольного клубу «Етюаль дю Сахель».
У дорослому футболі дебютував 2008 року виступами за команду клубу «Етюаль дю Сахель», в якій провів один сезон, взявши участь у 33 матчах чемпіонату.
Своєю грою за цю команду привернув увагу представників тренерського штабу клубу «Вердер», до складу якого приєднався 2009 року на умовах оренди. Відіграв за бременський протягом наступного сезону своєї ігрової кар'єри лише 6 матчів.
Протягом 2010—2011 років знову захищав кольори команди клубу «Етюаль дю Сахель».
До складу клубу «Тулуза» перейшов 2011 року. Відігравши за клуб з півдня Франції два з половиною роки, взимку 2014 перейшов до «Монако» на правах оренди. Вже влітку його контракт був викуплений «Монако», де він був основним захисником, хоча й двічі зазнавав травм.
У серпні 2015 року перейшов до іспанської «Валенсії», де після доволі успішного першого сезону він став грати нерегулярно в сезоні 2016/17 років, зокрема, через численні травми.
Наприкінці серпня 2017 він перейшов до французького «Марселя» на правах оренди. Умови угоди передбачали річну оренду з продовженням ще на рік та автоматичним викупом після 15 матчів. У першому ж матчі за «Марсель» Абденнур зазнав травми, після відновлення показував погану гру, і в підсумку так і не закріпився в основному складі, зігравши лише 14 матчів за сезон 2017/18. Через катастрофічні спортивні показники та зависоку зарплату (восьму найвищу в клубі) керівництво клубу абсолютно не хотіло викуповувати контракт гравця, тож за весь наступний сезон він не зіграв жодного матчу, і тренер Руді Гарсія переважно не включав його до заявок на матчі. Влітку 2019 тунісець повернувся до «Валенсії», однак і там були не зацікавлені в його послугах.
12 липня 2019, розірвавши контракт з «Валенсією», Абденнур перейшов до турецького «Кайсеріспора».

## Виступи за збірні
Протягом 2007–2008 років  залучався до складу молодіжної збірної Тунісу. На молодіжному рівні зіграв у 10 офіційних матчах, забив 1 гол.
У 2008 році дебютував в офіційних матчах у складі національної збірної Тунісу. Станом на 17 грудня 2019 провів у формі головної команди країни 58 матчів, забивши 2 голи.
У складі збірної був учасником Кубка африканських націй 2012 року у Габоні та Екваторіальній Гвінеї, Кубка африканських націй 2013 року у ПАР.

## Титули і досягнення
- Переможець Чемпіонату африканських націй: 2011